# Ngroto (Mayong)
Ngroto is een bestuurslaag in het regentschap Japara van de provincie Midden-Java, Indonesië. Ngroto telt 3955 inwoners (volkstelling 2010).